# 右旗增五
天鷹座45，又名BD-00 3813，HD 185762、SAO 143678、HR 7480，是天鷹座的一颗恒星，视星等为5.67，位于銀經38.06，銀緯-11.24，其B1900.0坐标为赤經19h 35m 34.2s，赤緯-0° -11.24′ 11″。